# 渡辺霞亭
渡辺 霞亭（渡邊 霞亭、わたなべ かてい、元治元年11月20日 / 1864年12月18日 - 1926年4月7日）は、日本の小説家、新聞記者、演劇評論家、蔵書家である。本名は渡辺 勝（わたなべ まさる）、多数の別号を持ち、碧瑠璃園（へきるりえん）、緑園（りょくえん）、黒法師（くろほうし）、黒頭巾（くろずきん）、無名氏（むめいし）、春帆楼主人（しゅんぱんろうしゅじん）、哉乎翁（さいやおう）、朝霞隠士（ちょうかいんし）などと名乗った。

## 人物・来歴
尾張国名古屋に、尾張藩士・渡邊源吾、妻たけの子として生まれる。父源吾の兄に、尾張藩御年寄列を務めた後に青松葉事件で処刑された渡辺新左衛門在綱がいる。
品野小学校を卒業、名古屋好生館に進学した。満16歳にして1881年（明治14年）、岐阜日日新聞社に『岐阜日日新聞』文芸欄主任として入社する。満22歳になる1886年（明治19年）、名古屋の『金城新報』の編集長に就任する。1887年（明治20年）、東京に移り、『燈新聞』に移籍、翌1888年（明治21年）、燈新聞が大阪朝日新聞社に買収され、『東京朝日新聞』になる。その際に『絵入自由新聞』に移籍するが、すぐに復帰した。
満26歳になる1890年（明治23年）、『大阪朝日新聞』に招かれ、連載小説を量産する。社業とは別に、1891年（明治24年）に本吉欠伸、西村天囚らと雑誌『なにはがた』を創刊している。同誌を通じて、関西の文学振興に尽力した。1907年（明治40年）に発表した小説『大石内蔵助』、1913年 - 1914年（大正2年 - 同3年）に連載した『渦巻』が代表作で、いずれも映画化されている。
江戸文学を収集し、書画・骨董に造詣が深かった。
1926年（大正15年）4月7日、死去した。満61歳没。
アルフォンス・ドーデの『サホー』を訳したもののみが収録されている『明治翻訳文学全集 新聞雑誌編 29』を除いて、すべての書籍が絶版であり、青空文庫にも収録されていない。国立国会図書館の「国立国会図書館デジタルコレクション」には、124冊の著書がデジタル画像で公開されており、閲覧・ダウンロードが可能である。

## ビブリオグラフィ
国立国会図書館蔵書。
- 『蓮の巻葉』、明進堂、1889年8月
- 『小説叢』第1・2冊、小説館、1889年
- 『思の種』、鈴木金輔、1890年5月
- 『浮世』、金港堂、1891年12月
- 『浪花侠客』、図書出版会社、1891年10月
- 『萩の戸』、図書出版会社、1891年10月
- 『菊合』、図書出版会社、1892年1月
- 『細君十種』、図書出版会社、1892年10月
- 『花珊瑚』、図書出版会社、1892年7月
- 『引鶴』、図書出版会社、1892年5月
- 『四君子』、明文館、1892年2月
- 『小説一粒撰、明文館、1892年9月
- 『玉手水』、飯井万助、1892年4月
- 『網代木』、図書出版、1893年5月
- 『お家物語』、図書出版、1893年5月
- 『落武者』、図書出版、1893年3月
- 『女武者』、積善館、1893年3月
- 『義民新太郎』、鍾美堂、1893年9月
- 『金屏風』、図書出版、1893年10月
- 『三人同胞』、駸々堂、1893年10月
- 『時雨傘』、図書出版、1893年1月
- 『新梅鉢』、積善館、1893年9月
- 『渡辺勘兵衛』、図書出版、1893年7月
- 『臥竜梅、図書出版、1893年1月
- 『七草』、図書出版株式会社、図書出版、1893年1月
- 『一志ぐれ』、駸々堂、1893年 / 傑作百種 ; 第1集
- 『少年の夢』、学齢館、1895年3月
- 『伯爵令嬢』、藤谷長吾、1895年8月
- 『二葉の葵』、藤谷長吾、1895年8月
- 『太陽小説 第1,2編』、編集・出版博文館、1896年
- 『洗ひ髪』、正英堂、1901年10月
- 『紙子蒲団』、矢島誠進堂、1901年1月
- 『淀屋辰五郎』、正英堂、1901年10月
- 『若夫婦』、北谷岩吉、1901年7月
- 『人殺し』、駸々堂、1902年4月
- 『少年読本』、第1-31,33-35,37-48,50編、博文館、1898年 - 1902年
- 『吉丁字』、春陽堂、1905年
- 『次郎島』、隆文館、1905年6月
- 『夫婦雛』、駸々堂、1905年4月
- 『花夜叉』、隆文館、1906年3月 - 「黒法師」名義
- 『新細君』、隆文館、1904年 - 1907年 - 「黒法師」名義
- 『白梅紅梅』、隆文館、1907年5月
- 『松風村雨』、如山堂、1907年1月 - 「匿名氏」名義
- 『木村長門守』、金尾文淵堂、1908年9月 / 緑園叢書 ; 巻之1 - 「緑園」名義
- 『大石内蔵助』、隆文館、1908年2月 - 「緑園生」名義
- 『女の操』、大学館、1908年6月 - 「無名氏」名義
- 『加藤清正』、隆文館、1908年12月 / 武士道小説叢書 ; 第3巻 - 「緑園」名義
- 『後藤又兵衛』、隆文館、1908年 / 武士道小説叢書 ; 第1,2巻 - 「緑園」名義
- 『突羽根 前編』、春陽堂、1908年5月 - 「黒法師」名義
- 『渡辺華山』、弘文書院、1908年 - 「碧瑠璃園」名義
- 『西郷隆盛』、岡村書店、1909年1月 - 「渡辺朝霞」名義
- 『天理教側面観』、育文館、1909年2月 - 「碧瑠璃園」名義
- 『楠正儀』、隆文館、1909年5月 / 武士道小説叢書 ; 第4巻
- 『金色蛇』、春陽堂、1909年10月
- 『乳人政岡』、梁江堂、1908年-42 - 「碧瑠璃園」名義
- 『天理教祖中山美伎子』、育文館、1910年9月
- 『天野屋利兵衛』、隆文館、1910年1月
- 『春日局』、至誠堂、1910年10月 / 家庭読本 ; 第1編
- 『義兄弟』、隆文館、1910年6月 / 武士道小説叢書 ; 第6巻
- 『後藤隠岐』、隆文館、1910年1月 / 武士道小説叢書 ; 第5巻
- 『白河楽翁』、至誠堂、1909年 - 1910年 - 「碧瑠璃園」名義
- 『銭屋五兵衛』、梁江堂、1909年 - 1910年 / 碧瑠璃園叢書 ; 第2,4巻
- 『曽我兄弟』、興風書院、1910年9月
- 『二宮尊徳』、興風書院、1909年 - 1910年 / 興風叢書 ; 第2巻
- 『堀部安兵衛』、隆文館、1910年 - 「碧瑠璃園」名義
- 『刄の下』、金尾文淵堂、1910年1月 - 「緑園」名義
- 『吉田松陰』、梁江堂、1909年 - 1910年 - 「碧瑠璃園」名義
- 『金原明善翁』、興風書院、1910年11月 / 興風叢書 ; 第3巻 - 「碧瑠璃園」名義
- 『実説朝顔日記』、天書閣、1911年3月 - 「碧瑠璃園」名義
- 『実説朝顔日記』2版、天香閣、1911年8月 - 「碧瑠璃園」名義
- 『大石陸女』、至誠堂、1911年1月 / 家庭読本 ; 第2編
- 『恋しき仇』、共著小川霞堤、樋口隆文館、1911年7月 - 「黒法師」名義
- 『塩原多助』、弘学館、1911年
- 『碧瑠璃園集』、天香閣、1911年9月
- 『孝子仏佐吉』、竹ヶ鼻町教育会、1912年2月 - 「碧瑠璃園」名義
- 『荒尾譲介』、万宇堂、1912年2月 - 「黒法師」名義
- 『大石良雄 少壮之巻』、名古屋新聞出版部、1912年7月 - 「碧瑠璃園」名義
- 『女の操』、東盛堂、1912年3月 - 「匿名氏」名義
- 『喜美子』、東盛堂、1912年7月 - 「匿名氏」名義
- 『高山彦九郎』、至誠堂、1910年 - 1912年
- 『間貫一』、万字堂、1912年4月 - 「黒法師」名義
- 『次郎島』、隆文館、1912年
- 『奇縁』、隆文館、1914年
- 『豊臣秀吉』、東亜堂、1911年 - 1914年
- 『黒住教祖一代記』、宗徳書院、1914年
- 『渦巻』上・中・下・続篇、隆文館、1913年 - 1914年
- 『新渦巻 光子の巻』、隆文館、1914年
- 『まごゝろ』、春陽堂、1915年
- 『勝鬨 上,中,下編』、隆文館図書、1914年 - 1915年
- 『弘法大師』、霞亭会、1915年
- 『木村長門守』、霞亭会、1916年
- 『楠正成』、霞亭会、1916年
- 『竜巻 前,後編』、実業之日本社、1917年
- 『萩江』、至誠堂書店、1917年
- 『春の海』、至誠堂書店、1917年
- 『孝子物語』、共著高島平三郎、自學奬勵會、1917年10月 / 家庭自學文庫
- 『洗ひ髪』、駸々堂、1918年 / 大正文庫 ; 80
- 『黒水晶』、至誠堂、1918年
- 『かなわともゑ』、久米武、1918年
- 『千鳥ケ淵』、講談社、1918年
- 『白珊瑚』3版、玄文社、1919年
- 『残月』、玄文社、1919年
- 『嵯峨野』、山本書房、1919年
- 『女の力』、一書堂、1921年
- 『金扇 前,後篇』、玄文社、1920年-1921年
- 『新比翼塚』、日本評論社出版部、1921年
- 『青空』、壬戌会、1922年
- 『金光教祖御絵伝』、教育勅語実会、1923年
- 『六号室』、講談社、1923年
- 『鳳凰帳』、関西婦人出版社出版部、1923年
- 『魂の扉』、榎本書店、1924年
- 『河内石切剣箭命神社由来』、石切剣箭神社、1926年
- 『春の芽含 前編』、新興社、1928年
- 『雛鶴』、新興社、1928年
- 『心のとびら』、忠文館書店、1932年
- 『春のめぐみ』、忠文館書店、1933年
- 『心のとびら』、忠文館書店、1933年
- 『ひなづる』、忠文館、1933年
- 『大悲劇名作全集 第8巻』、中央公論社、1934年
- 『貝原益軒』、巧人社、1935年10月 / 偉人の少年時代 - 「碧瑠璃園」名義
- 『大石内藏助』、巧人社、1936年4月 / 日本少年偉人文庫 - 「碧瑠璃園」名義
- 『高山彦九郎』、巧人社、1936年4月 / 日本少年偉人文庫 - 「碧瑠璃園」名義
- 『うづまき 後編』、清文堂書店、1947年
- 『うづまき』35版、清文堂書店、1946年 - 1947年
- 『近代文学研究叢書 第25巻』、編集昭和女子大学近代文学研究室、昭和女子大学、1966年
- 『名作歌舞伎全集 第20巻』、東京創元新社、1969年
- 『大衆文学大系 3』、講談社、1971年
- 『部落問題文芸・作品選集 第4巻』、世界文庫、1973年
- 『部落問題文芸・作品選集 第11巻』、世界文庫、1974年
- 『部落問題文芸・作品選集 第12巻』、世界文庫、1974年
- 『明治翻訳文学全集 新聞雑誌編 29』、編集川戸道昭・榊原貴教、大空社、1999年5月 ISBN 4756803156

## フィルモグラフィ
小説の映画化一覧。特筆以外はすべて原作。
- 『渦巻 前篇』 : 監督不明、脚本篠山吟葉、主演立花貞二郎・関根達発、日活向島撮影所、1913年
- 『渦巻』 : 監督不明、敷島商会、1913年
- 『渦巻 後篇』 : 監督不明、脚本篠山吟葉、主演立花貞二郎・関根達発、日活向島撮影所、1913年
- 『勝鬨』 : 監督細山喜代松、日活向島撮影所、1915年
- 『真心』 : 監督細山喜代松、日活向島撮影所、1915年
- 『想夫憐』 : 監督不明、主演大村正雄・立花貞二郎、日活向島撮影所、1916年
- 『竜巻』 : 監督不明、主演立花貞二郎、日活向島撮影所、1917年
- 『春の海』 : 監督不明、主演大村正雄・立花貞二郎、日活向島撮影所、1917年
- 『黒水晶』 : 監督田中栄三、脚本栗島狭衣、主演大村正雄、日活向島撮影所、1918年
- 『残月』 : 監督田中栄三、日活向島撮影所、1919年
- 『女の力』 : 監督田村宇一郎、脚本中尾鶯夢、主演五味国太郎、松竹蒲田撮影所、1921年
- 『想夫憐』 : 監督若山治、主演山本嘉一・東猛夫、日活向島撮影所、1921年 - 「黒法師」名義
- 『真心』 : 監督不明、日活向島撮影所、1921年
- 『大楠公夫人』 : 監督牧野省三、主演内田吐夢・常盤松代、牧野教育映画製作所、1921年 - 「碧瑠璃園」名義
- 『うずまき』 : 監督不明、日活向島撮影所、1922年
- 『実録忠臣蔵』 : 監督・脚本牧野省三、主演阪東彦蔵、牧野教育映画製作所、1922年
- 『想夫憐』 : 監督・脚本池田義臣、主演関根達発、松竹蒲田撮影所、1922年 - 「黒法師」名義
- 『山之内一豊の妻』 : 監督牧野省三、主演市川鬼九郎・片岡市太郎、牧野教育映画製作所、1922年
- 『大石内蔵之助』 : 監督牧野省三、主演市川彦三、牧野教育映画製作所、1923年
- 『大楠公夫人』 : 監督・脚本牧野省三、主演	内田吐夢・常盤松代、マキノ・プロダクション等持院撮影所、1923年
- 『ダイヤの光』 : 監督佐藤樹一路、主演浜田格、帝国キネマ演芸芦屋撮影所、1925年 - 脚本・「黒法師」名義
- 『奮へ若者』 : 監督亀井清一、脚本緑川露之介、主演里見明、帝国キネマ演芸芦屋撮影所、1926年 - 「黒法師先生」名義
- 『大楠公』 : 監督野村芳亭、脚本武田晃、主演井上正夫、松竹下加茂撮影所、1926年
- 『渦巻』 : 監督印南弘、脚本山内英三、主演森静子、新興キネマ、1932年
- 『楠正成』 : 監督池田富保、脚本南一昌、主演早川雪洲、太秦発声映画、1933年

## 註
1. 1 2 3 4 5 6 7 8 9 10 11 12 13 14  渡辺霞亭、『朝日日本歴史人物事典』、朝日新聞出版 / 『講談社 日本人名大辞典』、講談社 / 『美術人名辞典』、思文閣 / デジタル大辞泉、小学館、コトバンク、2009年11月25日閲覧。
2. ↑  渡辺霞亭、青空文庫、2009年11月25日閲覧。
3. ↑  国立国会図書館デジタルコレクション、検索結果、国立国会図書館、2018年12月27日閲覧。
4. ↑  OPAC NDL 検索結果、国立国会図書館、2009年11月25日閲覧。